# Discus (Schnecken)
Discus ist eine Schnecken-Gattung aus der Familie der Schüsselschnecken (Patulidae), die zur Ordnung der Lungenschnecken (Pulmonata) gestellt wird. 

## Merkmale
Mit einer Gehäusebreite von bis zu 7 mm enthält die Gattung die größten einheimischen Arten dieser Familie. Die Schüsselschnecken besitzen ein flaches, scheibenförmiges Gehäuse, mit einem mehr oder weniger ausgeprägten Kiel an der Außenseite.

## Vorkommen und Lebensweise
Die Discus-Arten leben unter Falllaub, Holz und Steinen. Die Gattung kommt holarktisch vor. Der Schwerpunkt der Verbreitung liegt mit den meisten Arten in Nordamerika.

## Systematik
Die in Mitteleuropa häufig vorkommende 
- Gefleckte Schüsselschnecke, Discus rotundatus (O. F. Müller 1774),

wird zur Untergattung Gonyodiscus gezählt. Die 
- Braune Schüsselschnecke, Discus ruderatus (A. Férussac 1821),

gehört zur Nominatuntergattung Discus.
Eine weitere Art, die 
- Gekielte Schüsselschnecke, Discus perspectivus (Megerle von Mühlfeld 1816),

aus der Untergattung Gonyodiscus lebt in den Gebirgen Südosteuropas und wird nur sporadisch in Deutschland gefunden.